# 판교역 (성남)
판교(판교테크노밸리)역(Pangyo(Pangyo Techno Valley)Station, 板橋(板橋테크노밸리)驛)은 대한민국 경기도 성남시 분당구 백현동에 있는 신분당선과 경강선의 전철역이자 환승역이다. 수도권 전철 경강선은 이 역부터 이매역까지 지하 구간이다. 수도권 전철 경강선은 심야에 2편성이 주박한다. 신분당선은 심야에 판교주박기지에서 2편성이 주박한다. 중부내륙선 KTX 이용 수요 증대를 위한 다중 슬라이딩 도어 형식의 스크린 도어 설치를 통한 판교역 정차에 따라 대한민국 최초로 광역전철과 일반열차가 승강장을 공용한 역이 됐다.

## 역사
- 2011년 10월 28일: 신분당선 강남(하루플란트치과)~정자역 구간 개통과 함께 영업 개시
- 2016년 9월 24일: 경강선 판교역~여주역 구간 및 성남역 개통과 함께 종착역으로 환승역이 됨
- 2023년 12월 28일: 경강선 판교역 ~중부내륙선 충주역 방향 KTX 개통[2]
- 2029년 : 경강선 연수~판교역 구간 추가 개통과 함께 예정
- 미정 : 서울 지하철 8호선 판교역 ~모란역 구간 추가 개통과 함께 환승역이 될 예정

## 개요
장항선에 있는 판교역 (서천)과 중복이 되어 전산상에는 신판교로 등록되어 있으며, 여객 안내 시에는 판교(경기)라는 명칭을 사용해 구별하고 있다.
근처에 신분당선 본사가 있다. 경강선은 이 역부터 이매역까지 이매교 탄천 하저터널로 연결된다. 신분당선은 이 역부터 상적천, 운중천 하저터널로 청계산입구역과 연결된다.
수도권 전철 수인·분당선의 서현역처럼 역사가 대로변에 없기 때문에, 이 역과 연계되는 시내버스를 이용하려면 정류장을 숙지해야 한다. 역 바로 앞에는 마을버스가 정차하며, 대부분의 광역버스나 직행좌석버스는 역 남쪽의 낙생육교로 이동해야 한다.
양 노선에 유치선이 있다. 심야에 경강선 2편성이 주박하고, 신분당선 2편성은 판교주박기지에서 주박한다.

## 역 구조
두 노선 모두 2면 2선의 상대식 승강장을 갖춘 지하역이며, 완전밀폐형 스크린도어가 설치되어 있으며, 경강선의 경우 현재 다중 슬라이딩 방식의 완전밀폐형 스크린도어가 설치되어 있다. 출입구는 4개다. 출입구 4개 모두 신분당선 관할이며, 한국철도공사 관할은 없다.

### 신분당선 승강장
| ↑ 청계산입구 |
| \| 하        |
| 정자 ↓       |

| 상행 | ● 신분당선 | 판교주박기지 출고 1부 열차 청계산입구 · 양재 · 강남 · 신사 방면         |
| 하행 | ● 신분당선 | 정자 · 미금 · 수지구청 · 광교 방면 판교주박기지 입고 1부 열차 당역 종착 |

### 경강선 승강장
| 시·종착역                         |
| \| １                             |
| 성남(경강선) ↓/부발(중부내륙선) ↓ |

| 1 | 하행 | ● 수도권 전철 경강선 KTX | 성남 · 경기광주 · 이천 · 부발 · 여주 · 문경 방면 |
| 2 | 상행 | ● 수도권 전철 경강선 KTX | 당역 종착                                        |

## 역 주변
| 나가는 곳 | 방면                                                                                 |
| --------- | ------------------------------------------------------------------------------------ |
| 1         | 삼평중학교 신한은행 판교테크노벨리 한신교회 아브뉴프랑 신분당선본사                  |
| 2         | 보평고등학교 한국지역난방공사 보평중학교 보평초등학교 봇들마을 백현마을1.2단지아파트 |
| 3         | 한국지역난방공사 낙생육교 백현마을5~9단지                                            |
| 4         | 판교IC, 서판교                                                                       |

## 이용객 변동
경강선의 2016년 자료는 개통일인 2016년 9월 24일부터 12월 31일까지 99일간의 집계를 반영한 것이다.
| 노선   | 노선 | 일평균 인원수 (명/일) | 일평균 인원수 (명/일) | 일평균 인원수 (명/일) | 일평균 인원수 (명/일) | 일평균 인원수 (명/일) | 일평균 인원수 (명/일) | 일평균 인원수 (명/일) | 각주  |
| 노선   | 노선 | 2016년                | 2017년                | 2018년                | 2019년                | 2020년                | 2021년                | 2022년                | 각주  |
| ------ | ---- | --------------------- | --------------------- | --------------------- | --------------------- | --------------------- | --------------------- | --------------------- | ----- |
| 경강선 | 승차 | 3,333                 | 3,390                 | 3,964                 | 4,545                 | 3,664                 | 3,914                 | 4,826                 | [ 3 ] |
| 경강선 | 하차 | 3,337                 | 3,407                 | 3,936                 | 4,529                 | 3,639                 | 3,850                 | 4,836                 | [ 3 ] |

## 사진

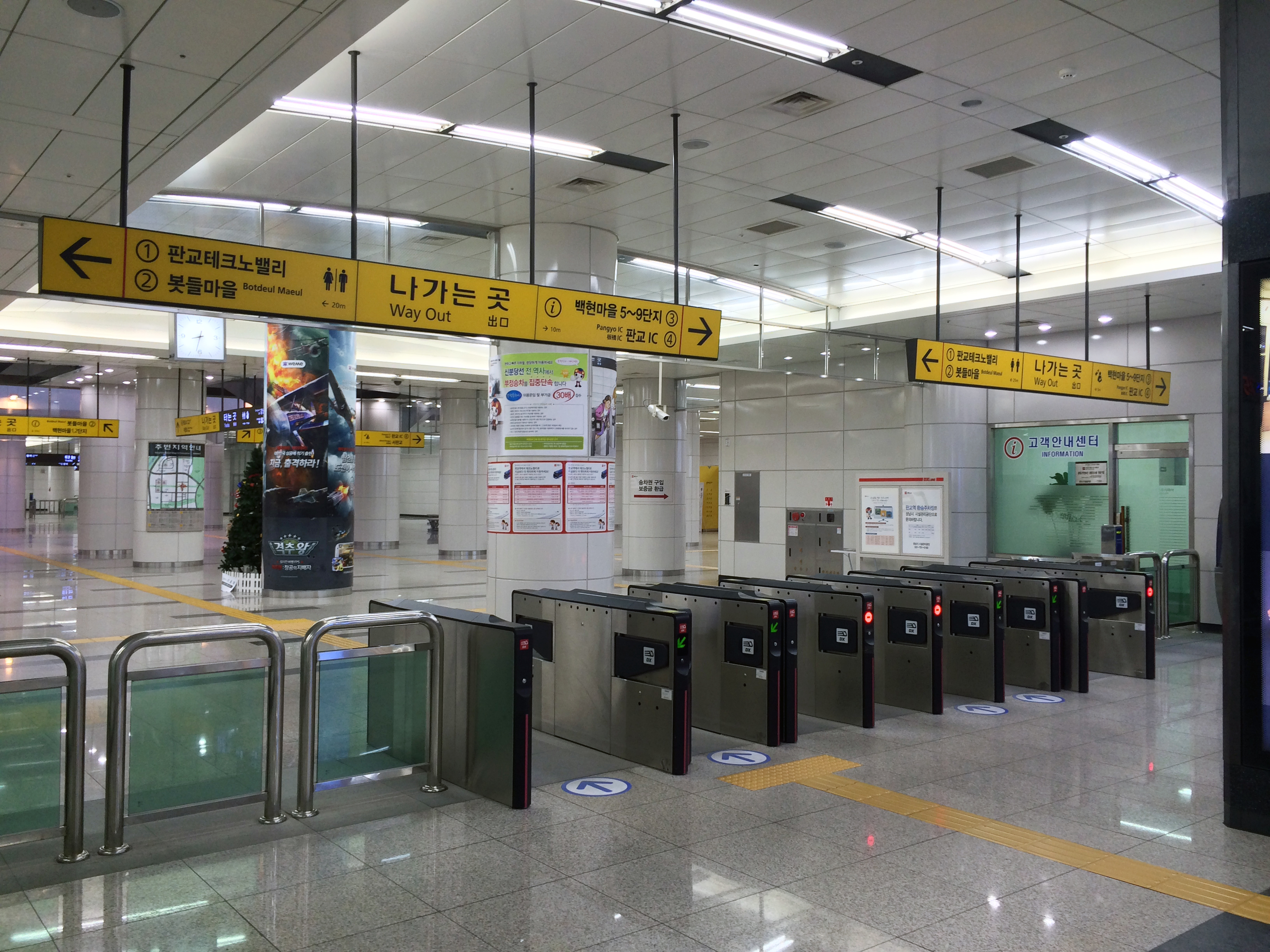
개찰구(정자역~광교역 구간(미금역 제외) 연장·경강선·강남역~신사역 구간 연장 개통 전)
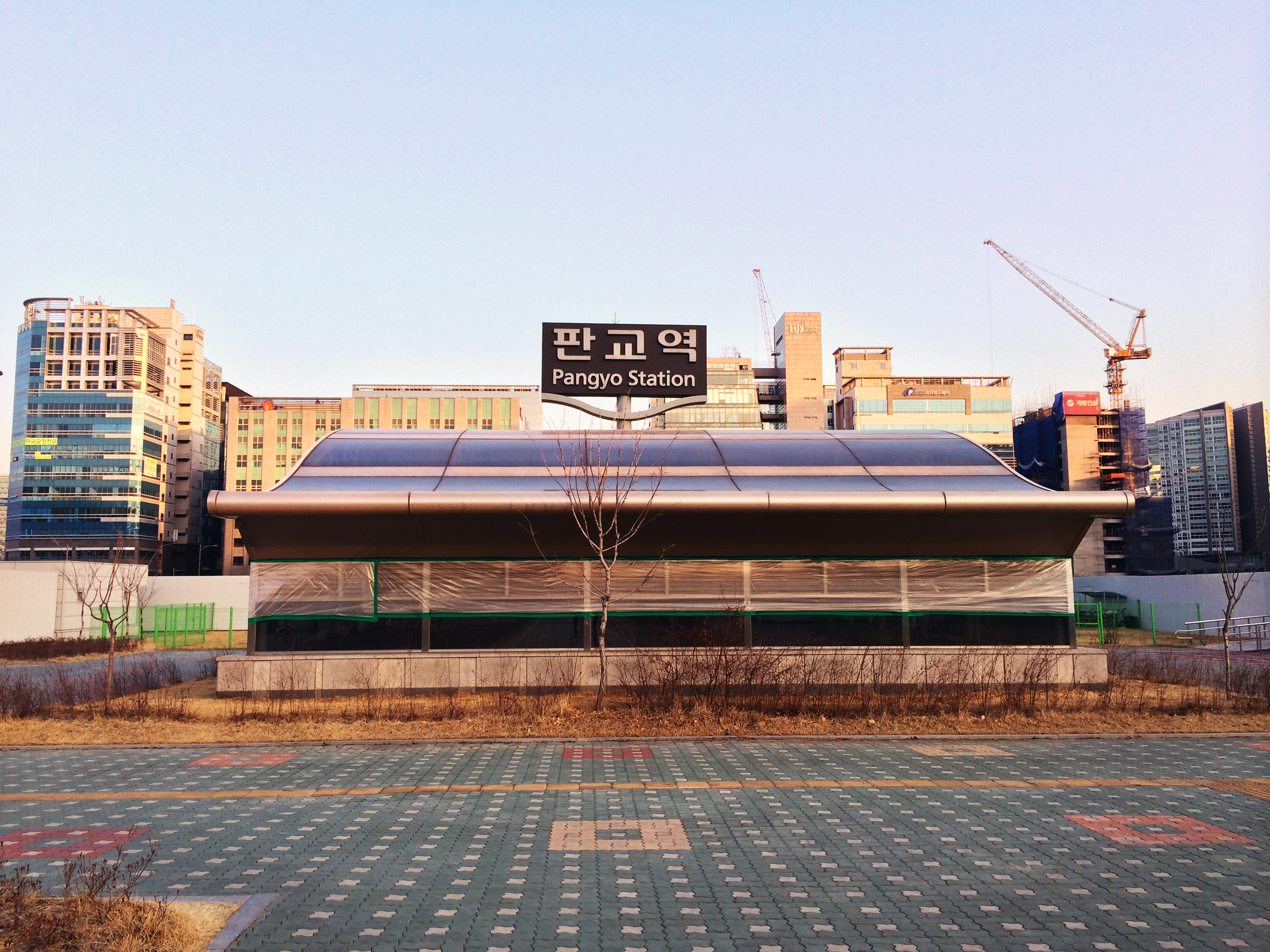
외부 간판(정자역~광교역 구간(미금역 제외) 연장·경강선·강남역~신사역 구간 연장 개통 전)
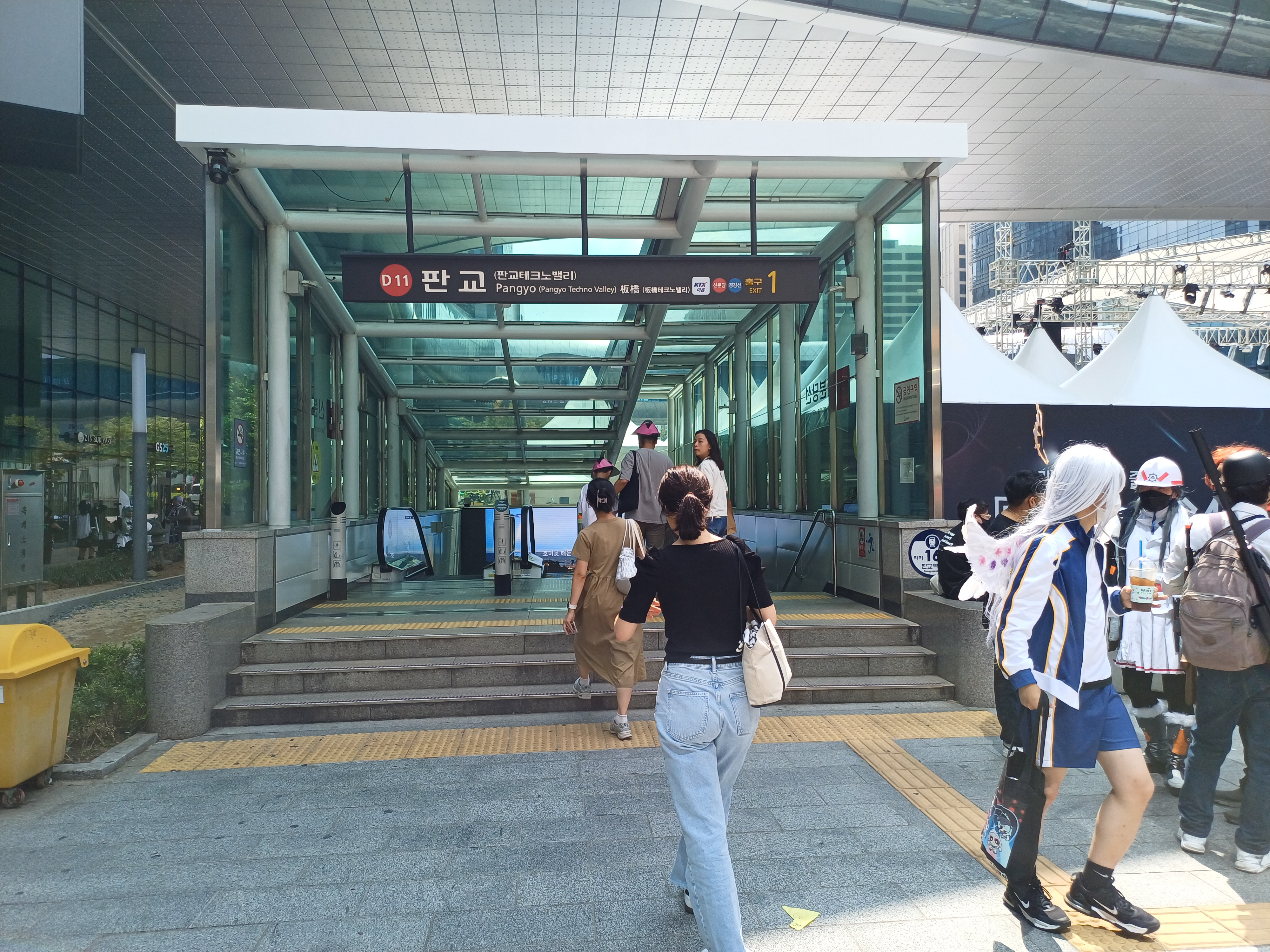
1번 출구
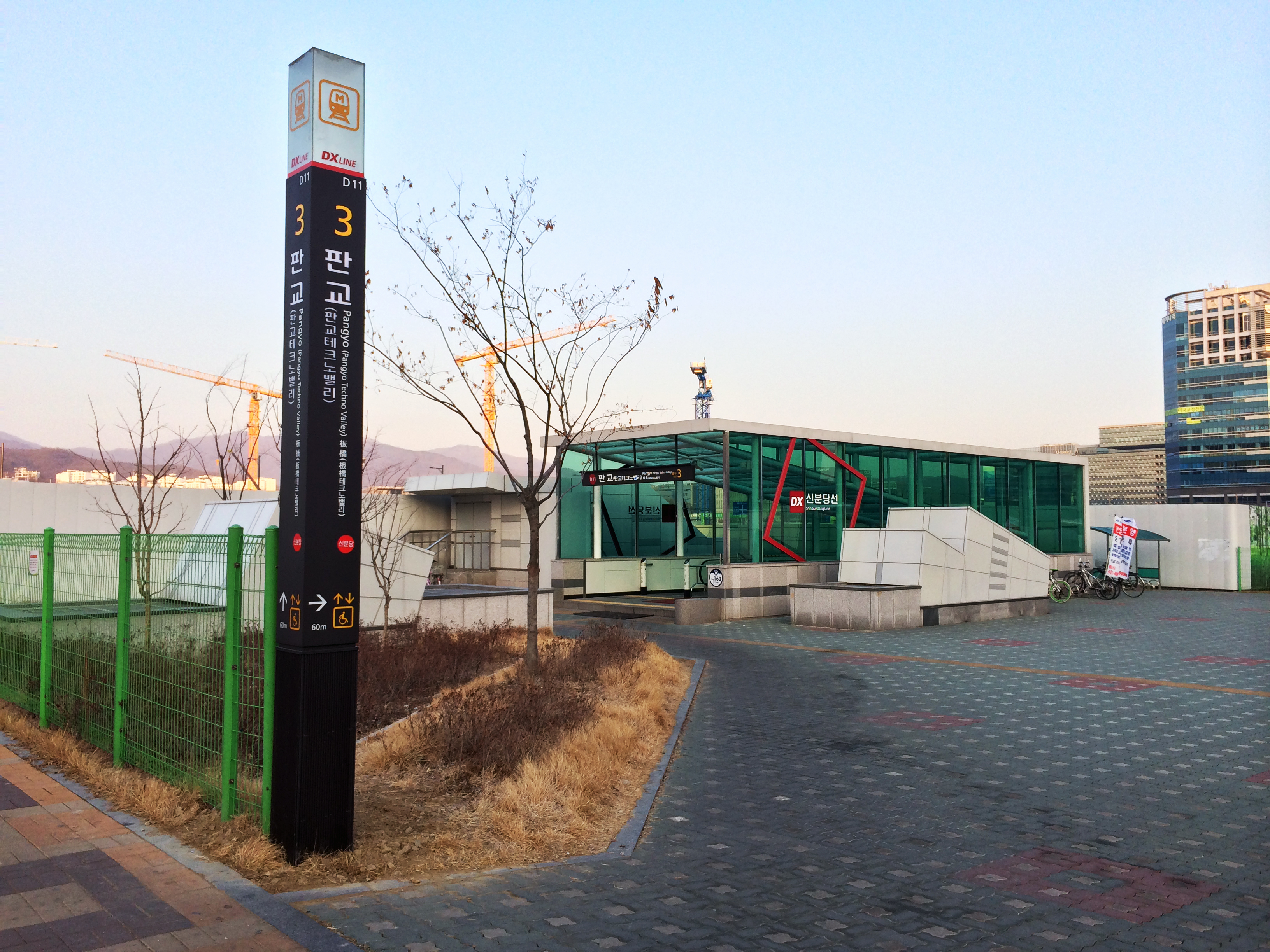
3번 출입구(정자역~광교역 구간(미금역 제외) 연장·경강선·강남역~신사역 구간 연장 개통 전)
신분당선 정자 방향 승강장(역명 변경·정자역~광교역 구간(미금역 제외) 연장·경강선·강남역~신사역 구간 연장 개통 전)
설치 예술 작품
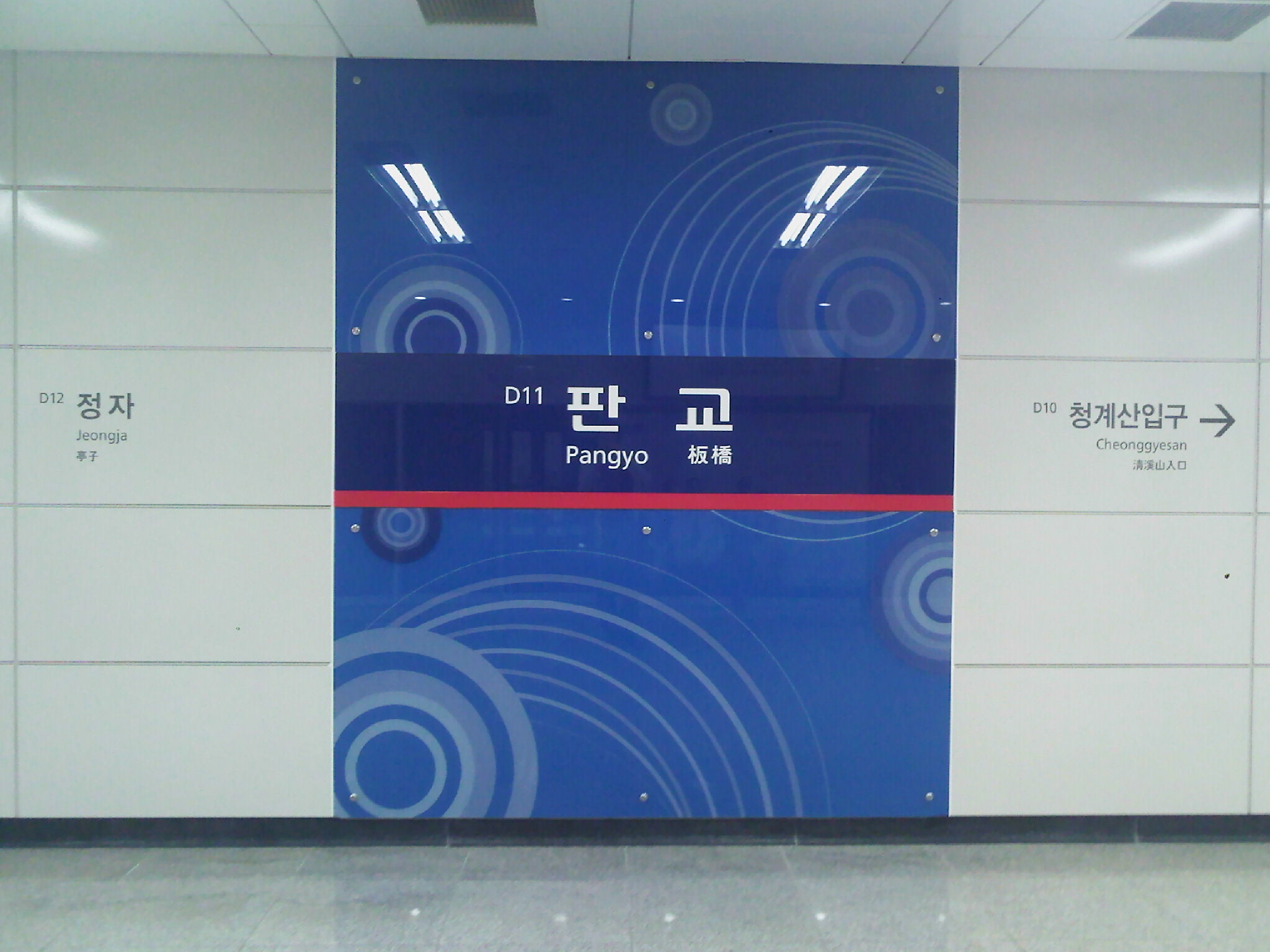
신분당선 강남 방향 역명판(역명 변경·정자역~광교역 구간(미금역 제외) 연장·경강선·강남역~신사역 구간 연장 개통 전)
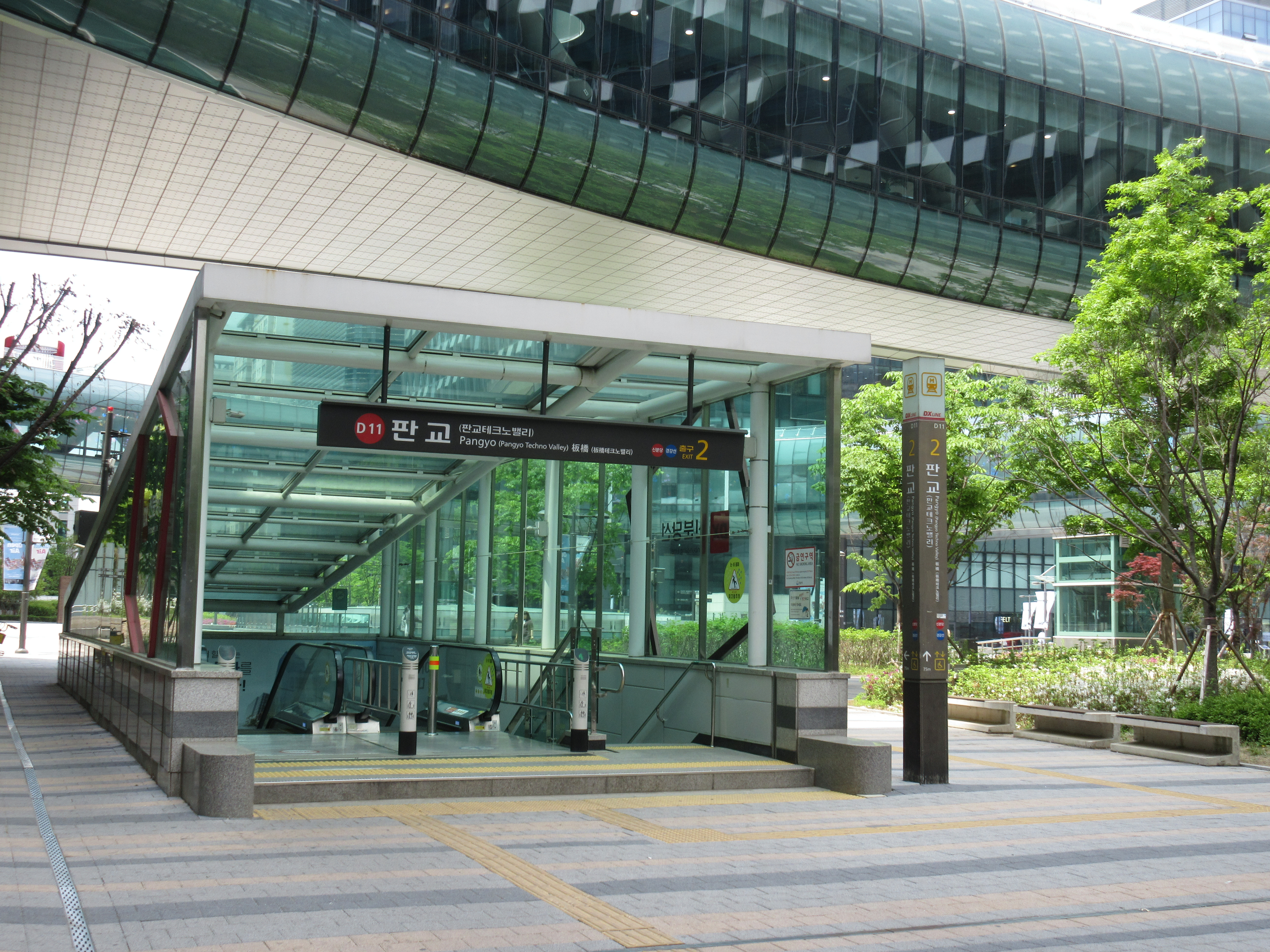
2번 출입구
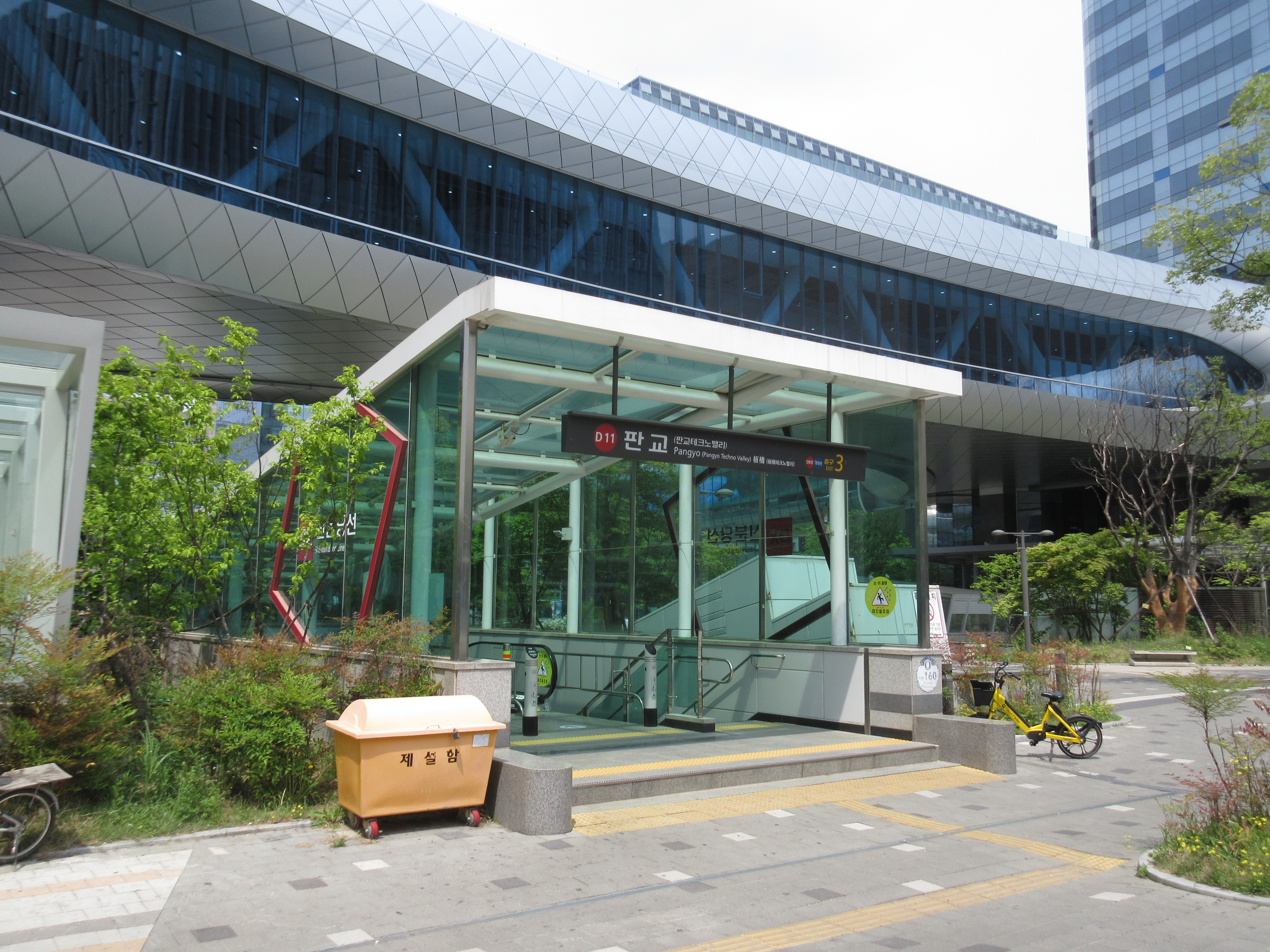
3번 출입구
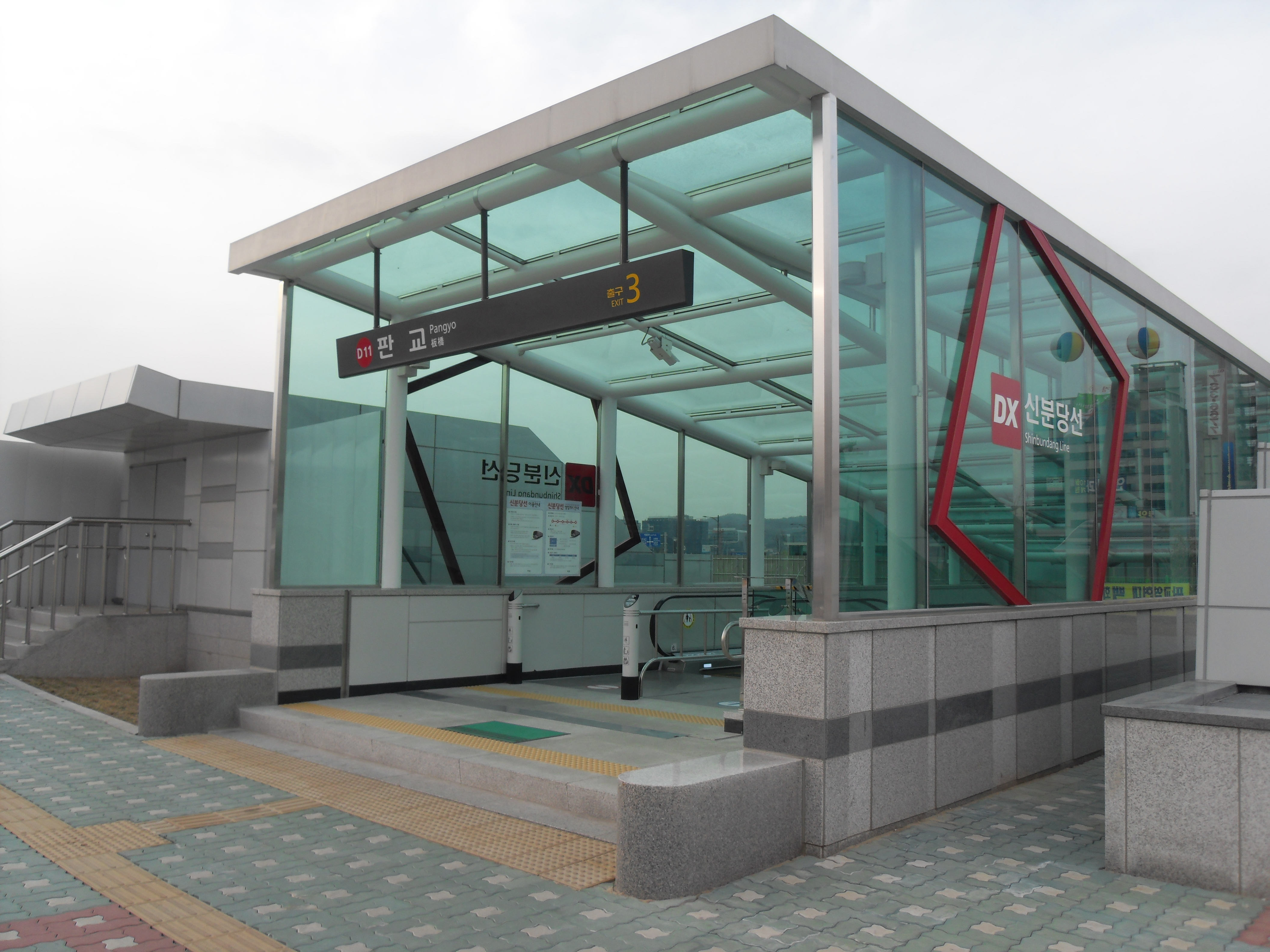
3번 출입구(역명 변경·정자역~광교역 구간(미금역 제외) 연장·경강선·강남역~신사역 구간 연장 개통 전)
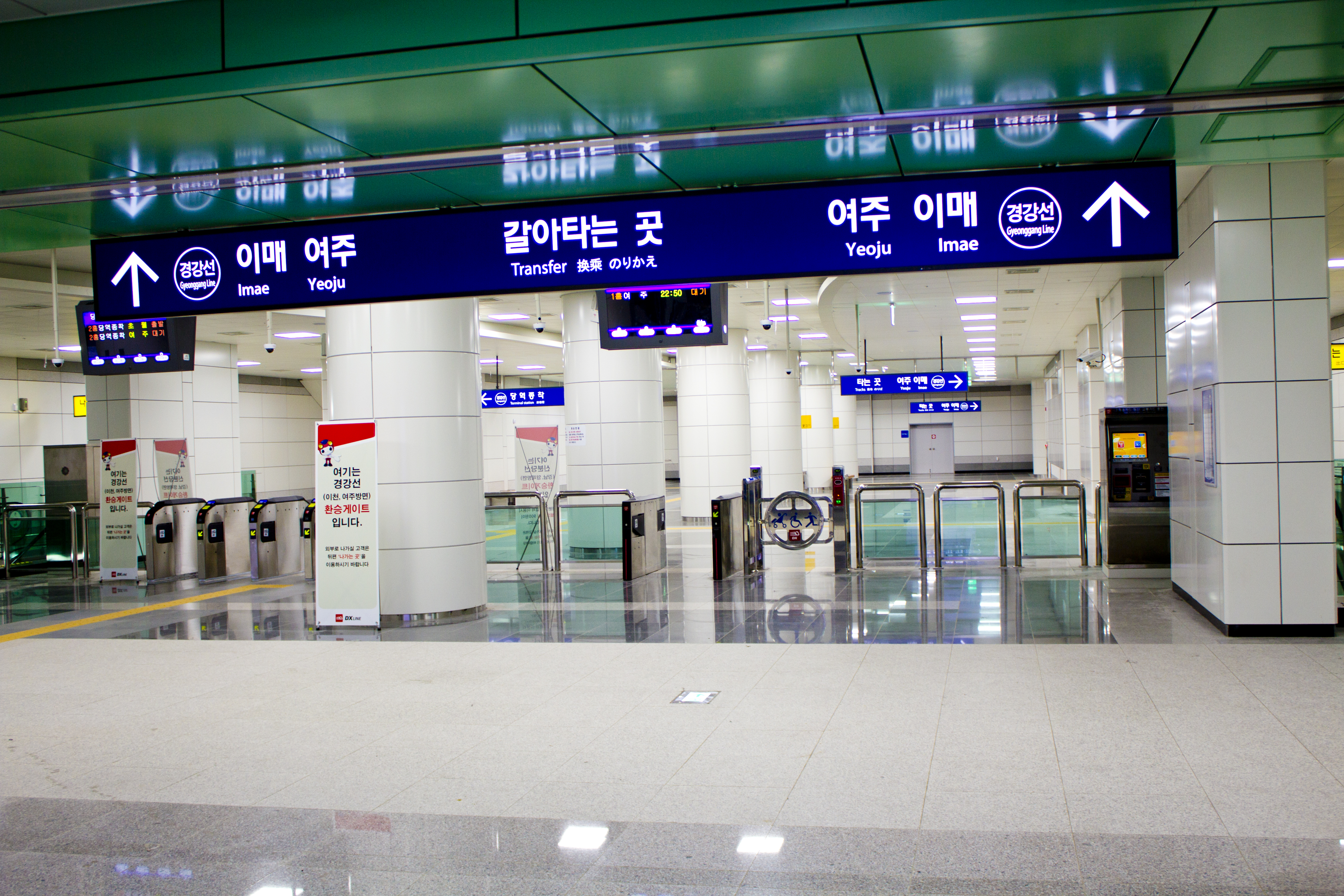
환승통로(신분당선→경강선)

## 인접한 역
| 중부내륙선               | 중부내륙선           | 중부내륙선          |
| ------------------------ | -------------------- | ------------------- |
| 시·종착역                | KTX 중부내륙선       | 부발 문경 방면      |
| 경강선                   |                      |                     |
| 시·종착역                | ● 수도권 전철 경강선 | K410 성남 여주 방면 |
| 신분당선                 |                      |                     |
| D10 청계산입구 신사 방면 | ● 신분당선           | D12 정자 광교 방면  |

## 같이 보기
- 김포공항역